# Тиран мексиканський

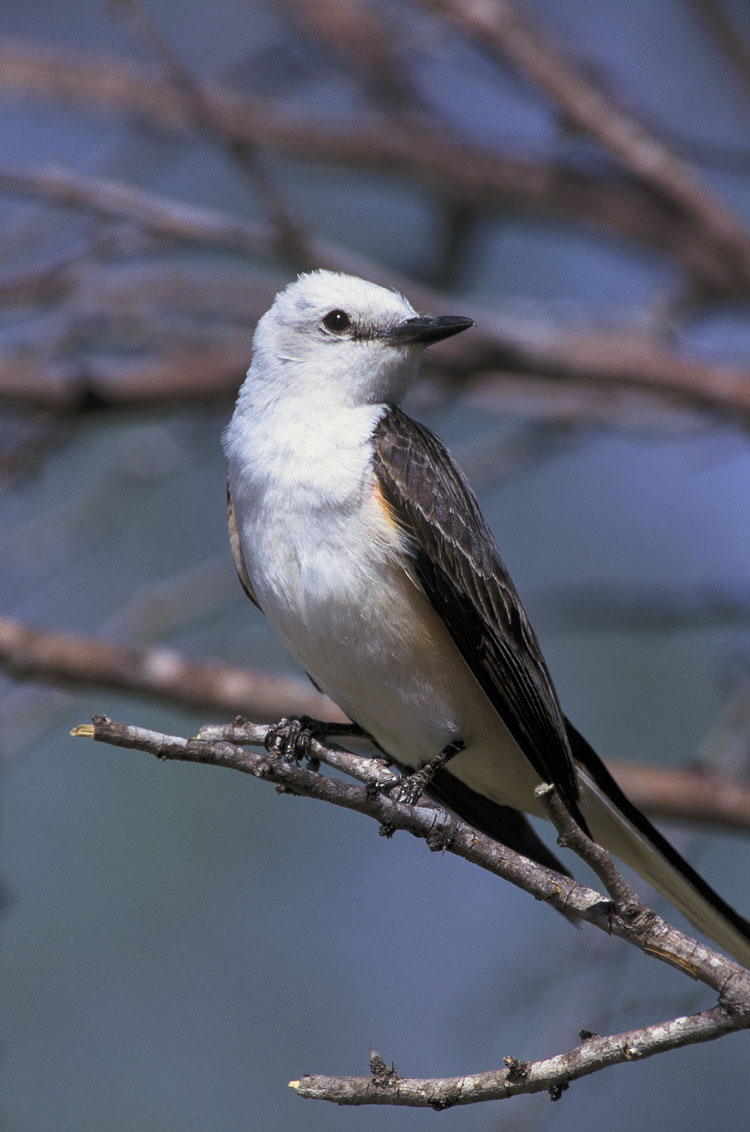
Мексиканський тиран

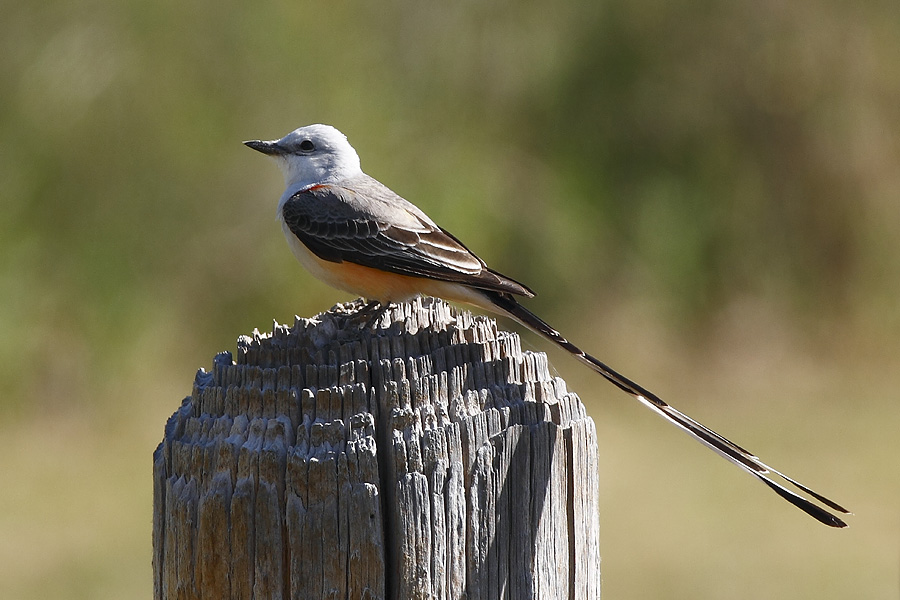
Мексиканський тиран

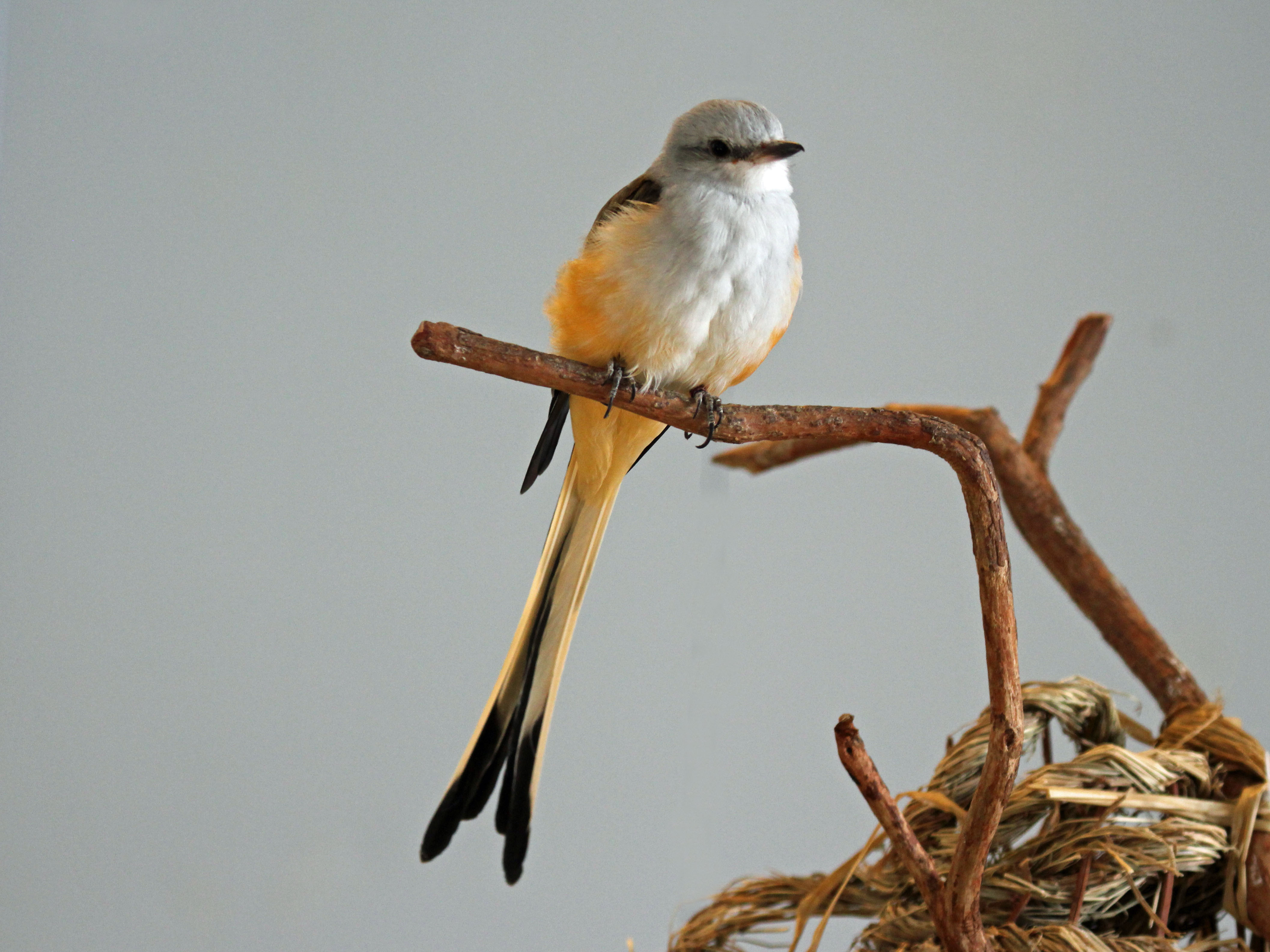
Мексиканський тиран

Тиран мексиканський (Tyrannus forficatus) — вид горобцеподібних птахів родини тиранових (Tyrannidae). Мешкає в Північній Америці.

## Опис
Довжина птаха становить 29-40 см, враховуючи довгий, роздвоєний хвіст, вага 39-43 г. Довжина дзьоба становить 13,8 мм, довжина хвоста у самців 21,7 см, у самиць 14,8 см, довжина крила у самців 12,5 см, у самиць 11,5 см, розмах крил 15 см. Голова і верхня частина тіла сірі, нижня частина тіла білувата, боки рожевуваті. Крила темно-сірі, хвіст чорний зверху і білий знизу, крайні стернові пера мають білі кінчики. На нижніх покривні перах крил червоні плями. Дзьоб і лапи чорні. Молоді птахи мають менш яскраве забарвлення і коротший хвіст.

## Поширення і екологія
Мексиканські тирани гніздяться на півдні центральних Сполучених Штатів Америки, в регіоні Великих Рівнин, від південної Небраски, Канзасу і Міссурі до сходу Нью-Мексико, Техасу і західної Луїзіани), а також на північному заході Мексики, в штатах Коауїла, Нуево-Леон і Тамауліпас. Взимку вони мігрують до південної Мексики та на захід Центральної Америки (на південь до західної Панама)
Мексиканські тирани живуть на відкритих місцевостях, місцями порослих чагарниками і деревами, зокрема у преріях, на пустищах, луках і полях. Зустрічаються парами або невеликими сімейними зграйками, на висоті до 2300 м над рівнем моря.

## Поведінка
Мексиканські тирани живляться комахами та іншими безхребетними, на яких вони чатують, сидячи на високо розташованій гілці, іноді доповнюють свій раціон ягодами. Сезон розмноження триває з березня по серпень. Перед початком гніздування самці виконують демонстраційні польоти, розправляючи свої довгі стернові пера. Гніздо мексиканських тиранів має чашоподібну форму, розміщується на дереві, в чагарниках, іноді на вершині стовпа, на висоті 4-5 м над землею. В кладці від 3 до 6 білих, поцяткованих чорними плямками яєць, розміром 22,8×17 мм. Інкубаційний період триває 13-16 днів, насиджують лише самиці. Пташенята покидають гніздо через 14-17 днів після вилуплення, за ними доглядають і самиці, і самці. Мексиканські тирани агресивно захищають свою територію навіть від птахів, більших за них самих.

## Збереження
МСОП класифікує цей вид як такий, що не потребує особливих заходів зі збереження. За оцінками дослідників, популяція мексиканських тиранів становить приблизно 9,1 мільйонів птахів.

## В культурі
Мексиканський тиран є офіційним символом штату Оклахома і зображений на пам'ятній 25-центовій монеті. Також мексиканський тиран зображений на гербі футбольної команди Талса.